# 日本自動車学園
株式会社日本自動車学園（にほんじどうしゃがくえん）は、福岡県北九州市小倉北区に本社を置く自動車教習所運営企業である。グループ全体で4社6校の運営を行っている。

## 教習所部門グループ会社・事業所
- 株式会社日本自動車学園
  - 北方自動車学校
- KGホールディングス株式会社
  - モータースクールいとうづの森
  - 苅田自動車学校
  - 瀬高自動車学校
- 株式会社北九州自動車学校
  - 黒崎ドライビングスクール
- 株式会社東福岡自動車学校
  - 東福岡自動車学校

## 関連会社（教習所以外）
- 小倉交通株式会社 - タクシー事業

## 教習所

### 北方自動車学校
所在地
- 北九州市小倉南区葉山町2丁目7番1号

教習車種
- 特記事項のなき場合は1種のみ

- 中型自動車
- 普通自動車
- 牽引自動車
- 自動二輪車（大型・普通）

### モータースクールいとうづの森
所在地
- 北九州市小倉北区泉台4丁目6番1号

教習車種
- 普通自動車
- 自動二輪車（大型・普通）

### 黒崎ドライビングスクール
所在地
- 北九州市八幡西区鳴水町14番1号

教習車種
- 普通自動車
- 普通自動二輪車

### 苅田自動車学校
所在地
- 京都郡苅田町大字集2637番地

教習車種
- 中型自動車
- 普通自動車
- 普通自動二輪車

### 東福岡自動車学校
所在地
- 福岡市東区舞松原1丁目14番1号

教習車種
- 中型自動車
- 普通自動車
- 牽引自動車
- 普通自動二輪車大型自動二輪

### 瀬高自動車学校
所在地
- みやま市瀬高町長田3539番地

教習車種
- 普通自動車
- 普通自動二輪車